# Ether
『ether [エーテル]』は、日本のロックバンド・レミオロメンが2005年3月9日にSPEEDSTAR RECORDS/浮雲レーベルから発売した2枚目のオリジナルアルバムである。

## 内容
前作『朝顔』から約1年4ヶ月ぶりにして、3ヶ月連続作品リリースの第3弾となるオリジナルアルバム。
今作からスリーピース形態に固執せず、ストリングスやキーボードを取り入れるようになった。また、アルバムでは今作のみ作曲クレジット表記がバンド名義となり、編曲クレジットが無記載となっている。初回生産分はピクチャーレーベル仕様で発売された。
オリコンチャート初登場2位を獲得。シングル・アルバム通じて初のトップ3入りと年間チャート入りを果たし、アルバムとしては初の日本レコード協会からゴールドディスク認定を受けている。
OORONG RECORDS移籍後の2009年7月15日に『朝顔』『HORIZON』と共に再発売された。

## 収録曲
| 全作詞: 藤巻亮太、全作曲: レミオロメン。 |                  |           |                        |                      |      |
| #                                        | タイトル         | 作詞      | 作曲・編曲             | ストリングスアレンジ | 時間 |
| 1.                                       | 「春夏秋冬」     | 藤巻亮太  | レミオロメン [ 注 5 ]  | 小林武史、四家卯大   | 5:19 |
| 2.                                       | 「モラトリアム」 | 藤巻亮太  | レミオロメン [ 注 6 ]  |                      | 4:43 |
| 3.                                       | 「春景色」       | 藤巻亮太  | レミオロメン [ 注 7 ]  |                      | 4:10 |
| 4.                                       | 「アカシア」     | 藤巻亮太  | レミオロメン [ 注 8 ]  |                      | 4:21 |
| 5.                                       | 「永遠と一瞬」   | 藤巻亮太  | レミオロメン [ 注 9 ]  | 小林武史、四家卯大   | 4:26 |
| 6.                                       | 「深呼吸」       | 藤巻亮太  | レミオロメン [ 注 10 ] | 小林武史、四家卯大   | 5:07 |
| 7.                                       | 「ドッグイヤー」 | 藤巻亮太  | レミオロメン [ 注 11 ] |                      | 3:26 |
| 8.                                       | 「五月雨」       | 藤巻亮太  | レミオロメン [ 注 12 ] |                      | 4:58 |
| 9.                                       | 「コスモス」     | 藤巻亮太  | レミオロメン [ 注 13 ] |                      | 4:19 |
| 10.                                      | 「3月9日」       | 藤巻亮太  | レミオロメン [ 注 14 ] |                      | 4:24 |
| 11.                                      | 「南風」         | 藤巻亮太  | レミオロメン [ 注 15 ] | 小林武史、四家卯大   | 4:06 |
| 12.                                      | 「海のバラッド」 | 藤巻亮太  | レミオロメン [ 注 16 ] | 小林武史、四家卯大   | 4:32 |
| 合計時間:                                | 合計時間:        | 合計時間: | 53:51                  |                      |      |

### 解説
1. 春夏秋冬
2. モラトリアム
メジャー4thシングルの表題曲。
3. 春景色
メジャー4thシングルのカップリング曲。
4. アカシア
メジャー3rdシングルの表題曲。
5. 永遠と一瞬
6. 深呼吸
7. ドッグイヤー
8. 五月雨
メジャー3rdシングルのカップリング曲。
9. コスモス
10. 3月9日
メジャー2ndシングルの表題曲。
11. 南風
メジャー5thシングルの表題曲。
12. 海のバラッド

## 参加ミュージシャン
レミオロメン
- 藤巻亮太：Vocal & Guitar
- 神宮司治：Drums
- 前田啓介：Bass

サポートミュージシャン
- 小林武史：Keyboards (#1,5〜7,9,11,12)
- 清水弘貴：Guitar (#4,8)
- 田島朗子：Violin (#1,5,11,12)
- 下川美帆：Violin (#1,5,11,12)
- 高橋亜聖：Violin (#1,5,11,12)
- 渋田紀子：Violin (#1,5,11,12)
- 沖祥子：Violin (#1,12)
- 中沢圭子：Violin (#1,12)
- 伊勢三木子：Violin (#5,11)
- 守田マヤ：Violin (#5,11)
- 成瀬かおり：Viola (#1,12)
- 萩原薫：Viola (#1,12)
- 松沼夕夏：Viola (#5,11)
- 渡辺一雄：Viola (#5,11)
- 四家卯大：Cello (#1,5,6,11,12)

## タイアップ
- テレビ東京系列バラエティ番組『元祖!でぶや』エンディングテーマ (#2)
- AOKIホールディングス『AOKI』CMソング (#10)
- TBS系列情報バラエティ番組『Pooh!』エンディングテーマ (#10)
- フジテレビ系列火曜9時枠連続ドラマ『1リットルの涙』劇中歌 (#10)
- ウィルコ配給映画『亀は意外と速く泳ぐ』主題歌 (#11)